# Pieter Corneliszoon Hooft

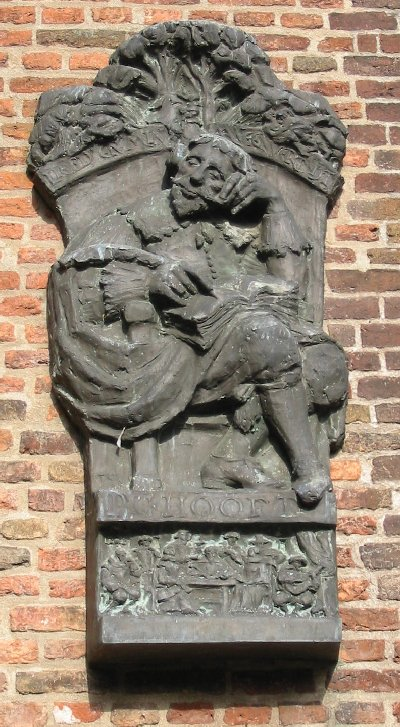
Sculptura lui P.C. Hooft în castelul Muiderslot

Pieter Corneliszoon Hooft (n. 15 martie 1581, Amsterdam, Țările de Jos Habsburgice⁠(d) – d. 21 mai 1647, Haga, Comitatul Olanda, Provinciile Unite) - cavaler al Ordinului Sfântului Mihail - a fost un istoric, poet și dramaturg neerlandez din perioada Epocii de Aur Neerlandeze.
În scrierile sale a prezentat în special idealurile sale politice privind guvernarea bazată pe toleranță și rațiune.

## Biografie
Pieter Corneliszoon Hooft, cunoscut și sub forma scrisă abreviată P.C. Hooft, s-a născut în Amsterdam, fiind fiul primarului orașului acelor ani, Cornelis Hooft. 
El a fost, de asemenea, unchiul lui Cornelis și al lui Andries de Graeff.
A fost fondatorul cenaclului literar Muiderkring, care a funcționat în casa sa, Muiderslot,  castelul din Muiden, unde a locuit, fiind șeriful localității. Din cenaclu au făcut parte și scriitorii G.A. Bredero și Joost van den Vondel. El, Bredero și Vondel au fost și fondatorii Primei Academii Neerlandeze.
A decedat în anul 1647, la 66 de ani, la Haga.

## Opera
Hooft a fost un scriitor prolific de piese de teatru, poeme și scrisori. Începând cu anul 1618 s-a ocupat de scrierea istoriei Țărilor de Jos, inspirat fiind de istoricul roman Tacitus. Scrierile sale istorice s-au axat în principal pe Războiul de Optzeci de Ani dintre Țările de Jos și Spania.
Opera sa poetică a fost puternic influențată de contemporanii renascentiști din Franța și Italia.

### Piese de teatru
- 1613: Geeraerdt van Velsen, piesă de inspirație istorică
- 1614: Achilles și Polyxena ("Achilles en Polyxena")
- 1614: Tezeu și Ariana ("Theseus en Ariane'")
- 1615: Granida: poem dramatic pastoral cu influențe din Giovanni Battista Guarini
- 1616: Warenar, comedie, adaptare după Aulularia a lui Plaut conform realităților acelei epoci
- 1626: Baeto, oft oorsprong der Holanderen, piesă în care își prezintă concepțiile politico-sociale

### Poeme
- 1611: Embleme ale dragostei ("Emblemata amatoria: afbeeldingen van minne"), poeme, cântece și sonete, în care confesiunea este cenzurată de rațiune.

### Istorie
- 1642 - 1656: Istoria neerlandeză ("Nederlandse historiën"), cronică a războiului împotriva Spaniei, a cărei obiectivitate amintește de Tacit.